# 敘利亞禮天主教哈塞克-努賽賓總教區
敘利亞禮天主教哈塞克-努賽賓總教區（拉丁語：Archieparchia Hassakensis et Nisibena Syrorum）是敘利亞一個東儀天主教總教區（敘利亞禮），直屬宗主教。
1932年設宗主教代牧區，1957年7月15日升為教區。1964年12月3日升為總教區。
總教區位於敘利亞東北部哈塞克省，努賽賓現在屬於土耳其。2009年有教友35,000人，下轄十個堂區、五名司鐸。現任教區總主教為雅克·比赫曼·欣多。